# Фанкин, Юрий Александрович
Юрий Александрович Фанкин (род. 9 ноября 1940, деревня Крюковка, Березовский район, Липецкая область, СССР) — советский и российский прозаик и поэт.

## Биография
Родился 9 ноября 1940 года в деревне Крюковка Липецкой области. В 1952 году вместе с родителями, переехал в Муром, где окончил историко-филологический факультет Муромского педагогического института. В годы студенчества начал заниматься литературой, а в 1959 году газета «Муромский рабочий» опубликовала первые стихи Юрия Фанкина.
После прохождения срочной службы (1963—1965) работал в школе учителем истории, преподавал русский язык и литературу в медицинском училище, был сотрудником газеты «Муромский рабочий».
В 1962 году, будучи студентом, вошёл в число победителей литературного конкурса, приуроченного к 1100-летию города Мурома.
Первое прозаическое произведение — повесть «Городушки» — издано в 1975 году. Затем рассказы Фанкина были опубликованы в журнале «Наш современник» в 1978 году. Рассказ «Прощание с Дэлиром» был включен в антологию советской малой прозы, изданную на немецком языке в Лейпциге в 1982 и 1985 годах.
В 1986 году вступил в Союз писателей СССР, с 1991 года состоит в Союзе писателей России. Был близко знаком с владимирским писателем Сергеем Никитиным.
Автор исторических романов «Осуждение Сократа» и «Императорские игры», повестей «Городушки», «День поминанья и свадьбы», «Очищение огнем», «Прощай, лес, прощай, дуброва!», «Межа», «Баю-баюшки-баю», «Русское око», «Ястребиный князь», а также сказов о муромских святых.
В 2010 году Юрий Фанкин был удостоен медали Ордена «За заслуги перед Отечеством» II степени с формулировкой «за заслуги в развитии отечественной культуры и искусства, многолетнюю плодотворную деятельность».
В 2016 году сборник избранных произведений Фанкина «Молитва в бездождие» был назван «Владимирской книгой года» в номинации «Проза».
Проживает в городе Муром. С 1977 года продолжает преподавать в районной очно-заочной школе.

## Характеристика творчества
Как отмечал сам писатель, важную роль в его творческом становлении сыграла деревенская среда, в которой он провёл детство. Первые стихи писались как подражания новокрестьянской поэзии, в частности, Сергею Есенину. В дальнейшем описания деревенского пейзажа и природы остались преобладающими в поэтическом творчестве Фанкина.
"Мое первое произведение — это стихи. Потому что я родился в деревне, я "воспевал" и кур, и петухов: «Дождь стучит по крышам изб, капли вниз летят, под кустами, спрятав тело, курицы сидят». Вот такой "шедевр" я выдал. Лет 6-7 мне было тогда."Юрий Фанкин
Прозаические труды Фанкина носят иной характер. Так, оба романа («Осуждение Сократа» и «Императорские игры») написаны в историческом жанре, действие происходит в Древней Греции и Древнем Риме. Повесть «Русское око», отмеченная премией им. Владимира Солоухина, является художественно-документальным изложением биографии изобретателя В. К. Зворыкина. Другой пример прозаического творчества Фанкина — публикация в журнале «Наш современник» в 1978 году — представляет собой рассказ, восстанавливающий события Куликовской битвы.
Я писал о великих и очень интересных людях — Сократе, Толстом, Гоголе. Мне интересно было не только разобраться в их характере, но и погрузиться в мир прошлого. Поэтому старался, чтобы внешних событий в моих произведениях было как можно больше. Я свою жизнь обогатил за счет Древнего Рима, Древней Греции, биографий великих писателей. Меня привлекают русские гении и святые.Юрий Фанкин
Специалисты и критики отмечают лиризм и яркую художественную образность произведений Фанкина, глубокий и искренний патриотизм, а также называют его продолжателем традиций Лескова и Бунина. Всего писатель опубликовал пятьдесят поэтических произведений и свыше тридцати — прозаических.

## Оценки личности и творчества
На мой взгляд, Юрий Александрович принципиален и проницателен, общителен, но в минуты творческого состояния отчужденно замкнут. Бывает, настораживают его менторские нотки, и, невольно пытаясь с ним говорить красиво, вдруг неожиданно сбиваешься на косноязычие – давит авторитет безупречного мастера слова. Но, поразмыслив, признаешь очевидность и взвешенность его слов. Первое впечатление от общения – любит озадачить историческими параллелями, выраженными в известных афоризмах. Лаконичен.Татьяна Душутина,
член Союза журналистов России
Крупнейший прозаик Владимирской области, получивший всероссийскую известность, «писатель мирового уровня».Светлана Баранова, член Союза писателей России, заслуженный работник культуры

## Гражданская позиция
В 2010—2011 годах, в рамках общественных протестов против строительства Нижегородской АЭС в Монаково, поддержал критику проекта, опубликовав статью «АЭС на мощах?», призывающую категорически пересмотреть предполагаемый к реализации план. Также выступил в качестве члена жюри на конкурсе художественных произведений, освещающих возможные негативные последствия работы Нижегородской АЭС.
Резко отрицательно воспринял конфликт Русской и Украинской Православных Церквей, опубликовал в газете «Советская Россия» стихотворение «Монолог Ильи Муромца», призвав к единству и прекращению раскола.

## Произведения
- Осуждение Сократа: роман. — М.: Современник, 1985. — 205 с.
- Императорские игры: роман.— Владимир: Транзит-Икс, 2003. — 391 с.
- Месяц над старым кленом: повесть, рассказы. — Ярославль: Верхне-Волжское кн. изд-во, 1981. — 192 с.: ил.
- День поминанья и свадьбы: повесть и рассказ. — Ярославль: Верхне-Волжское кн. изд-во, 1990. — 286 с.: ил.
- Ястребиный князь: повести. — Владимир: Транзит-Икс, 2005. — 207 c.: ил.
- Богатырский крест: сказы и повести. — Владимир: Транзит-Икс,2012. — 250 с.: ил.
- Белое облако с жёлтым отливом.— М.: Роман-газета. 2013, № 10.
- Молитва в бездождие: избранное: роман, повести, рассказы, стихи / Юрий Фанкин. — Владимир: Транзит-Икс, 2016. — 544 с.

## Публикации в поэтических сборниках
- Кубинский сахар: [Стихи]//Комс. искра. — 1962.
- Открытие Кубы: [Стихи]//Комс. искра. —1963.
- Счастье и долголетие: [Стихи]//Комс. искра. — 1963.
- Звезды: [Стихи]//Комс. искра. — 1964.
- «Вот стою, одолев усталость…»: [Стихи]//Комс. искра. — 1965.
- О романтике: [Стихи]//Призыв. — 1967.
- Высота: [Стихи]//Призыв. — 1967.
- Маяковский читает: [Стихи]//Призыв. — 1967.
- Горизонт: [Стихи]//Призыв. — 1967.
- Отыщите себя!; О вечном пере: [Стихи]//Комс. искра. — 1967.
- На посту: [Стихи]//Призыв. — 1968.
- Баллада о воздухе; Вдалеке: [Стихи]//Комс. искра. — 1968.
- О звездах: [Стихи]//Сел. жизнь. — 1968.
- Семенная стена; Жены; «В каком-то незапамятном колене…»; Здравствуй: [Стихи]//Комс. искра. 1969.
- Колодцы: [Стихи]//Комс. искра. — 1969.
- Актер; Шепчу…: [Стихи]//Комс. искра. —1970.
- Мужество: [Стихи]//Призыв. — 1970.
- В стороне: [Стихи]//Комс. искра. — 1970.
- Солнце; О красоте; Щи: [Стихи]//Комс. искра. — 1971.
- Добрый огонь: [Стихи]//Комс. искра. — 1971.
- Изба: [Стихи]//Комс. искра. — 1971.
- Строгая красота: [Стихи]//Комс. искра. — 1971.
- «Аквариум. Полупустые клетки…»: [Стихи]//Комс. искра. — 1971.
- Данков; Зверобой: [Стихи]//Комс. искра. — 1972.
- Лес; «Село и город…»: [Стихи]//Комс. искра. — 1972.
- Углы: [Стихи]//Комс. искра. — 1974.
- «Я в глазах твоих…»: [Стихи]//Комс. искра. — 1975.